# Juan Pino
Juan Antonio Pino Pérez (Pinar del Río, 3 juli 1965) is een voormalig tennisser uit Cuba. Hij was van 1987 tot 1999 professional en speelde rechtshandig.
Als dubbelspeler bereikte hij op 11 juni 1990 zijn hoogste ATP Ranking van 170. In het enkelspel kwam hij tot 199, op 3 februari 1997.